# Partia Alternatywy Socjalistycznej
Partia Alternatywy Socjalistycznej (rum. Partidul Alternativa Socialistă, PAS) – rumuńska partia polityczna o profilu neokomunistycznym.
Ugrupowanie wywodzi się z innej skrajnie lewicowej formacji – Socjalistycznej Partii Pracy, która w 2003 podjęła decyzję o przyłączeniu się do Partii Socjaldemokratycznej. Działacze nieakceptujący tej decyzji utworzyli Partię Sojuszu Socjalistycznego (rum. Partidul Alianța Socialistă), na czele którego oficjalnie w 2004 stanął Constantin Rotaru. W 2010 ugrupowanie zamierzało przyjąć nazwę Rumuńska Partia Komunistyczna, jednak wniosek ten został odrzucony w postępowaniu sądowym. W 2013 przyjęło nazwę Partia Alternatywy Socjalistycznej.
PAS pozostała partią pozaparlamentarną. Jej lider dwukrotnie kandydował w wyborach prezydenckich – w 2009 otrzymał 0,4% głosów, a w 2014 poparło go 0,3% głosujących.